# Sulcus precentralis
De sulcus precentralis of voorste centrale groeve is een hersengroeve in de frontale kwab van de grote hersenen.

## Verloop
De sulcus precentralis vormt een grens tussen de gyrus precentralis, de voorste centrale winding, die achter deze groeve ligt, en de drie voorhoofdswindingen, te weten: de gyrus frontalis superior, bovenste voorhoofdswinding, de gyrus frontalis medius, middelste voorhoofdswinding, en de gyrus frontalis inferior, onderste voorhoofdswinding, die voor deze hersengroeve liggen. Het verloop van de sulcus precentralis loop redelijk evenwijdig aan de sulcus centralis, de centrale groeve.
Zoals veel hersengroeven wordt het verloop veelal door een gyrus transitivus, een overgangswinding, onderbroken, die van de gyrus precentralis naar de gyrus frontalis medius loopt. De sulcus precentralis bestaat daardoor vaak uit twee gedeelten, een sulcus precentralis inferior, de onderste voorste centrale groeve, en een sulcus precentralis superior, de bovenste voorste centrale groeve.